# 陳士章
陳士章（1573年—1633年），字成甫，號顯吾，大寧都司保定中衛人，官籍，明朝政治人物。

## 生平
萬曆三十四年（1606年）丙午科順天鄉試第十名舉人，三十八年（1610年）中式庚戌科會試第二百三十名，三甲第二百三十五名進士。吏部觀政，四十年（1612年）授行人司行人，四十三年（1615年）升行人司副，天啟二年（1622年）出為徽州府知府，調重慶府知府，崇禎六年（1633年）卒。

## 家族
曾祖陳世昌；祖父陳典，福建左布政使；父陳堯道，嘉靖四十三年舉人。母張氏。永感下。兄陳士儁（增廣生），弟陳士魁（廩生）、陳士林（廩生）。子陳怡瞻（廩生）、陳崇瞻（增廣生）。